# 신봉초등학교
신봉초등학교는 대한민국 경기도 포천시에 있는 공립 초등학교이다.

## 학교 연혁
- 2005년 10월 4일: 개교

## 참고 자료
- 신봉초등학교 - 한국교육학술정보원 학교알리미